# Melvyn Lorenzen
Melvyn Lorenzen (London, 1994. november 26. –) angol-német labdarúgó, a német SV Werder Bremen középpályása.